# Dominicas de la Beata Imelda
La Congregación de Hermanas Dominicas de la Beata Imelda (oficialmente en italiano: Istituto delle Suore domenicane della Beata Imelda) es un instituto religioso católico femenino, de vida apostólica y de derecho pontificio, fundado por el  dominico italiano Giocondo Lorgna, en Venecia, en 1922. A las religiosas de este instituto se las conoce comúnmente como imeldinas y posponen a sus nombres las siglas S.D.B.I.

## Historia
La congregación fue fundada por el sacerdote dominico Giocondo Lorgna, por entonces párroco de la Basílica de San Juan y San Pablo de Venecia. Lorgna organizó una fraternidad de terciaras dominicas para colaborar en las iniciativas de la parroquia, que el 30 de octubre de 1922 se transformó en una congregación religiosa de derecho diocesano, con la aprobación del patriarca de Venecia, Pietro La Fontaine, nombrando como superiora a la religiosa Caterina Boscolo.
La congregación fue intitulada a la beata Imelda Lambertini, monja dominica de Bolonia, del siglo XIV, quien según la tradición murió a los trece años, luego de haber recibido la comunión. El instituto obtuvo la aprobación pontificia, mediante decretum laudis del 4 de marzo de 1943, del papa Pío XII.
En el 2002, la Congregación de las Maestras de San Luis Gonzaga de Parma, fundada por Rosa Orzi en 1775, fue unida a la Congregación de las Dominicas de la Beata Imelda.

## Organización
La Congregación de Hermanas Dominicas de la Beata Imelda es un instituto religioso de derecho pontificio, internacional y centralizado, cuyo gobierno es ejercido por una priora general. La sede central se encuentra en Roma (Italia).
Las imeldinas se dedican a la educación e instrucción cristiana de la juventud, con una fuerte espiritualidad eucarística. Estas religiosas visten un hábito compuesto por una túnica blanca y velo negro y forman parte de la familia dominica. En 2017, el instituto contaba con 253 religiosas y 38 comunidades, presentes en Albania, Bolivia, Brasil, Camerún, Filipinas e Italia.